# Municipio de Huayacocotla
El municipio de Huayacocotla es uno de los 212 municipios en que se encuentra dividido el estado mexicano de Veracruz de Ignacio de la Llave. Su cabecera es la población del mismo nombre.

## Geografía
El municipio se encuentra localizado en la zona noroccidental del estado de Veracruz, en la Huasteca Baja, se ubica en un entrante de territorio veracruzano entre los estados de Hidalgo y de Puebla, siendo uno de los puntos más occidental del estado de Veracruz. Tiene una extensión territorial de 523.76 kilómetros cuadrados que representan el 0.72 % de la extensión total de Veracruz. Sus coordenadas geográficas extremas son 20°20′ - 20°43′ de latitud norte y 98° 20 - 98°36′ de longitud oeste, y su altitud va de un mínimo de 500 a un máximo de 2800 metros sobre el nivel del mar.
El municipio de Huayacocotla limita al norte con el municipio de Zontecomatlán de López y Fuentes y al este con el municipio de Texcatepec y el municipio de Zacualpan; al oeste, sur y sureste limita con el estado de Hidalgo, en sentido contrario a las manecillas del reloj con el municipio de Zacualtipán de Ángeles, el municipio de San Agustín Metzquititlán, el municipio de Atotonilco el Grande, el municipio de Huasca de Ocampo, el municipio de Acatlán y el municipio de Agua Blanca de Iturbide.

## Demografía
De acuerdo a los resultados del Censo de Población y Vivienda de 2020 realizado por el Instituto Nacional de Estadística y Geografía, la población total del municipio de Huayacocotla asciende a 21 796 personas, de las cuales 11 329 son mujeres y 10 467 son hombres.
La densidad poblacional es de 39.65 habitantes por kilómetro cuadrado.

### Localidades
El municipio incluye en su territorio un total de 110 localidades. Las principales, considerando su población del censo de 2020 son:
| Localidad                   | Población |
| Total Municipio             | 21 796    |
| Huayacocotla                | 6 113     |
| Palo Bendito                | 1 152     |
| Carbonero Jacales           | 1 042     |
| Zonzonapa                   | 755       |
| Teximalpa                   | 709       |
| La Selva                    | 650       |
| Zilacatipan (Tenaxcalzingo) | 525       |

## Política

### Representación legislativa
Para la elección de diputados locales al Congreso de Veracruz y de diputados federales a la Cámara de Diputados federal, el municipio de Huayacocotla se encuentra integrado en los siguientes distritos electorales:
Local:
- Distrito electoral local de 4 de Veracruz con cabecera en Álamo.[4]

Federal:
- Distrito electoral federal 2 de Veracruz con cabecera en Tantoyuca.[5]